# What's Up, People?!
What's Up, People?! (¡¿Qué pasa, gente?! en español), es uno de los temas más famosos de la banda Maximum the Hormone. Esta canción es el segundo opening del anime Death Note y está incluida en el álbum Buiikikaesu (2007). Su melodía refleja un estilo Metalcore con letras existencialistas y de crítica al ser humano y a la sociedad.

## Miembros
- Daisuke Tsuda (ダイスケはん) - Vocalista.
- Ryo Kawakita (Maximum the Ryo マキシマムザ亮君) - Guitarra y vocalista melódico.
- Futoshi Uehara (Ue-Chan 上ちゃん) - Bajo y voz de fondo.
- Nawo Kawakita (ナヲ) - Batería y vocalista.

## Discografía
- A.S.A. Crew (エー・エス・エー・クルー) (1999)
- Hō (Ootori) (鳳 (ほう)) (2001)
- Mimi Kajiru (耳噛じる) (2002)
- Kusoban (糞盤) (2004)
- Rokkinpo Goroshi (ロッキンポ殺し) (2005)
- Buiikikaesu (ぶっ生き返す) (2007)
- Yoshu Fukushu (予襲復讐) (2013)
- Mimi Kajiru Shinuchi (耳噛じる真打) (2015)

- Datos: Q2077590